# Canon Muratori

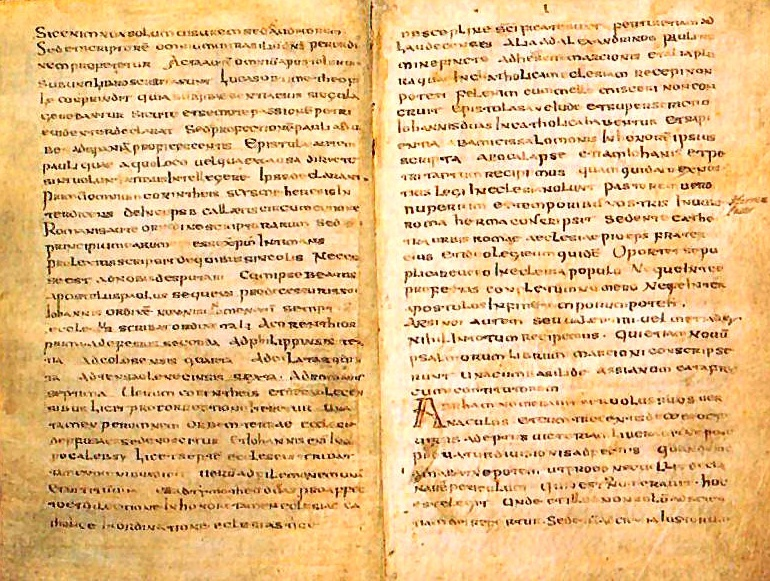
Het Fragment van Muratori wordt bewaard in de Biblioteca Ambrosiana in Milaan, Cod. J 101 sup.

De Canon Muratori of het Fragment van Muratori is een tekst uit het eind van de tweede eeuw na Chr. en bevat de oudst bekende opsommingen van de boeken van het Nieuwe Testament.:18:02 De opsomming komt grotendeels overeen met de 27 boeken die tegenwoordig worden erkend als het Nieuwe Testament, hoewel er ook enkele verschillen zijn. 22 van de huidige boeken worden genoemd (4 daarvan indirect), 5 niet, en er worden 2 boeken genoemd die niet voorkomen in het huidige Nieuwe Testament.
De definitieve vorm van de canon van het Nieuwe Testament liet nog op zich wachten tot 367, toen bisschop Athanasius van Alexandrië in zijn jaarlijkse Paasbrief de lijst opstelde die heden nog steeds geldt als de canon van 27 boeken. Het zou echter nog enige eeuwen duren voordat hier overeenstemming over werd bereikt in de christenheid.:7:30

## Beschrijving
De auteur van de tekst is anoniem. Zijn motief was om aan te geven welke documenten er geschikt waren om in de kerk te worden voorgelezen.:18:16
De tekst is aan het eind van de tweede eeuw opgesteld. De tekst is alleen bekend uit een Latijnse codex (een palimpsest) uit de zevende:18:56 of achtste eeuw, van de hand van een niet al te kundig kopiist; het zit vol met grammaticale fouten en is daardoor enigszins moeilijk te begrijpen.:19:01 Vaak neemt men aan dat de tekst teruggaat op een Grieks origineel,:19:14 maar er is ook wel beweerd dat het Latijn oorspronkelijk zou zijn. De Canon Muratori dankt zijn naam aan Lodovico Antonio Muratori (1672–1750), historicus en bibliothecaris bij de Biblioteca Ambrosiana in Milaan, waar hij de tekst in 1740 ontdekte en publiceerde.:18:36 De Canon Muratori bevindt zich tegenwoordig nog steeds in deze bibliotheek (onder code Cod. Ambros. J 101 sup.).
Het begin van de tekst is verloren gegaan, omdat het perkament ter plaatse beschadigd is. Omdat enkele van de eerste leesbare woorden echter luiden 'het derde evangelieboek: naar Lucas', en even later  het 'vierde van de evangeliën' dat van Johannes wordt genoemd, neemt men aan dat het ontbrekende deel van de tekst betrekking heeft gehad op Matteüs en Marcus.:19:44

## Canon van het Nieuwe Testament
De Canon Muratori is vooral van belang, omdat het de oudst bekende canonlijst van het Nieuwe Testament is en daarmee inzicht geeft in de canonvorming van het Nieuwe Testament. De opsomming van boeken komt grotendeels overeen met de 27 boeken die in de vierde eeuw als canoniek werden erkend, maar er zijn ook enkele verschillen:
- Hebreeën, Jakobus, 1 Petrus, 2 Petrus en een van de drie brieven van Johannes[3] worden in de lijst niet genoemd;[1]
- Wijsheid van Salomo en de Openbaring van Petrus worden wel in de lijst opgenomen, hoewel met betrekking tot de Openbaring van Petrus wordt vermeld dat er verschil van mening bestaat of dit boek wel of niet in de kerk mag worden voorgelezen;[1]
- De herder van Hermas wordt wel genoemd, maar ondanks dat het wel gelezen mag worden in de kerk, wordt het niet als canoniek erkend, met als argument dat het van later datum is dan de geschriften van de apostelen.[1]

Verder worden enkele boeken met naam genoemd en afgewezen, namelijk de brief aan de Laodicenzen, een psalmboek van Marcion en de geschriften van onder meer Arsinous, Valentinus, Miltiades en Basilides, die door de schrijver kennelijk als ketters werden beschouwd.
| Boek                    | Canon Muratori | Huidige canon |
| ----------------------- | -------------- | ------------- |
| Matteüs                 | Onbeslist      | Ja            |
| Marcus                  | Onbeslist      | Ja            |
| Lucas                   | Ja             | Ja            |
| Johannes                | Ja             | Ja            |
| Handelingen             | Ja             | Ja            |
| Romeinen                | Ja             | Ja            |
| 1 Korintiërs            | Ja             | Ja            |
| 2 Korintiërs            | Ja             | Ja            |
| Galaten                 | Ja             | Ja            |
| Efeziërs                | Ja             | Ja            |
| Filippenzen             | Ja             | Ja            |
| Kolossenzen             | Ja             | Ja            |
| 1 Tessalonicenzen       | Ja             | Ja            |
| 2 Tessalonicenzen       | Ja             | Ja            |
| 1 Timoteüs              | Ja             | Ja            |
| 2 Timoteüs              | Ja             | Ja            |
| Titus                   | Ja             | Ja            |
| Filemon                 | Ja             | Ja            |
| Hebreeën                | Nee            | Ja            |
| Jakobus                 | Nee            | Ja            |
| 1 Petrus                | Nee            | Ja            |
| 2 Petrus                | Nee            | Ja            |
| 1 Johannes              | Onbeslist      | Ja            |
| 2 Johannes              | Onbeslist      | Ja            |
| 3 Johannes              | Onbeslist      | Ja            |
| Judas                   | Ja             | Ja            |
| Openbaring van Johannes | Ja             | Ja            |
| Openbaring van Petrus   | Ja             | Nee           |
| Wijsheid van Salomo     | Ja             | Nee           |